# 李羚
李羚（1958年12月30日—），女，原籍河北永年，生于上海，中国演员，中国国家话剧院一级演员、致公党中央常委，任第十一届全国政协常委。曾获金鸡奖、金鹰奖、飞天奖。

## 生平
1958年12月30日生于上海市。1975年在大连金州汽车配件厂当学徒工。
1978年考入中央实验话剧院。1980年以电影处女作《苗苗》中的表演受到瞩目。1982年的《十六号病房》令她提名第四届中国电影金鸡奖最佳女主角。1985年在《黄山来的姑娘》中的演技大受好评，获得金鸡奖影后桂冠。
1990年代初转战小银幕。1991年凭《宋庆龄和她的姐妹们》荣获飞天奖视后，同年播出的《上海一家人》更是取得了惊人的回响，“若男”成为观众对她印象最深的角色，并于次年一举夺得金鹰奖最佳女主角奖。之后逐渐淡出演艺圈，从事社会服务事业。

## 言论
作为第十一届全国政协委员，接受采访时与多位女委员均指出当今性别歧视依然存在。

## 奖项与提名
| 年份   | 颁奖典礼                          | 奖项         | 作品                 | 结果 |
| ------ | --------------------------------- | ------------ | -------------------- | ---- |
| 1984年 | 第4届中国电影金鸡奖               | 最佳女主角   | 《十六号病房》       | 提名 |
| 1984年 | 第6届小百花奖                     | 女演员荣誉奖 | 《十六号病房》       | 獲獎 |
| 1985年 | 第5届中国电影金鸡奖               | 最佳女主角   | 《黄山来的姑娘》     | 獲獎 |
| 1985年 | 第7届小百花奖                     | 女演员荣誉奖 | 《黄山来的姑娘》     | 獲獎 |
| 1987年 | 第1届中国电影表演艺术学会金凤凰奖 | 表演学会奖   | 《最后一个冬日》     | 獲獎 |
| 1989年 | 第11届小百花奖                    | 女演员荣誉奖 | 《最后一个皇妃》     | 獲獎 |
| 1991年 | 第11届中国电视剧飞天奖            | 最佳女主角   | 《宋庆龄和她的姊妹》 | 獲獎 |
| 1992年 | 第10届中国电视金鹰奖              | 最佳女主角   | 《上海一家人》       | 獲獎 |